# Franz Steer
Franz Steer (* 18. August 1958 in Geisenhausen) ist ein ehemaliger deutscher Eishockeyspieler und heutiger -trainer, der zuletzt Cheftrainer der Dresdner Eislöwen aus der DEL2 war. Zuvor war er von 2008 bis März 2017 Trainer der Starbulls Rosenheim. Sein Stiefsohn Gerrit Fauser ist ebenfalls Eishockeyspieler.

## Karriere
Während seiner Karriere als Verteidiger spielte Steer unter anderem für die SC Preussen Berlin, die Eisbären Berlin sowie seinen Heimatverein EV Landshut, mit dem er 1983 die Deutsche Eishockeymeisterschaft gewann.
Seine Trainerlaufbahn begann er 1999 nach Beendigung der Spielerlaufbahn beim TSV Erding an gleicher Stelle und blieb dem Verein auch nach der Umbenennung in Erding Jets bis 2007 treu. Anfang 2008 übernahm Franz Steer die Starbulls Rosenheim in der Eishockey-Oberliga, führte sie in der Saison 2009/10 zurück in die 2. Eishockey-Bundesliga und nach einem Halbfinaleinzug im ersten Zweitligajahr schließlich in der Saison 2011/12 zur Vizemeisterschaft, als sie im Finale den Landshut Cannibals 2:4 unterlagen. In der Saison 2012/13 erreichten die Starbulls erneut das Halbfinale und unterlagen den Bietigheim Steelers in der Serie mit 3:4.
Am 27. März 2017 wurde er nach der ersten Playdown-Runde durch das Management der Starbulls beurlaubt. Zwei Monate später wurde er als neuer Cheftrainer der Dresdner Eislöwen vorgestellt und ein Jahr später, nach dem Ausscheiden in den Pre-Playoffs, aus dem zwei Jahre laufenden Vertrag entlassen.
Von 2020 bis 2023 trainierte er den ESC Dorfen.

## Erfolge und Auszeichnungen

### Als Spieler
- 1983 Deutscher Meister mit dem EV Landshut
- 1984 Deutscher Vizemeister

- 1987 Aufstieg in die 1. Bundesliga mit BSC Preussen Berlin
- 1987 Meister 2. Bundesliga
- 1986 Meister 2. Bundesliga Nord

- 1997 Vizemeister 1. Eishockey-Liga mit TSV Erding
- 1994 Aufstieg in die 1. Eishockey-Liga

### Als Trainer
- 2011 Deutscher Pokalsieger mit den Starbulls Rosenheim
- 2012 Deutscher Zweitliga-Vizemeister
- 2010 Aufstieg in die 2. Bundesliga
- 2010 Deutscher Oberliga-Meister 2010
- 2010 Vizemeister Oberliga Süd

- 2000 Aufstieg in die 2. Bundesliga mit dem TSV Erding